# Fazekaszsaluzsány
Fazekaszsaluzsány (szlovákul Hrnčiarske Zalužany) község Szlovákiában, a Besztercebányai kerület Poltári járásában.

## Fekvése
Rimaszombattól 11 km-re nyugat-északnyugatra, Poltártól 9 km-re délkeletre fekszik, a Szuha-patak (Suchá) völgyében, a Poltár-Rimaszombat vasútvonal mentén.
Északról (és külterülete nyugatról) Cserepes, keletről Susány, délről Osgyán községekkel határos.

## Nevének eredete
Neve a szláv zalužane (= erdő mögött) kifejezésből származik.

## Története
1362-ben "Zalusan" néven említik először, de valószínűleg már a 12. században keletkezett. Régen Kishont vármegyéhez tartozott. Földesurai a Jánoky és Jákffy családok voltak. Mint magyar neve is utal rá, nevezetes fazekasfalu volt, lakói hajdan főleg tűzálló tégla és cserép készítésével foglalkoztak. A 18. században zsindelygyártó üzem is működött a községben. 1828-ban 80 házában 605 lakos élt. Lakosai – a szlovák többség ellenére – 1848-ban önként a magyar szabadságharc mellé álltak.
Vályi András szerint: "Fazekas Zalusány. Tót falu Kis Hont Várm. földes Urai több Urak, lakosai katolikusok, fekszik Szuha patakja mellett, Nagy Szuhajnak filiája; határos Pongyelokkal, és Osgyánnal is; földgye 3 nyomásbéli, mindenféle gabonát megterem, réttye jó, erdeje nints, lakosai jó fazekasok, és téglavetők."
Fényes Elek szerint: "Zaluzsány (Fazekas-), Gömör-Kis-Honth vm. magyar falu, Nógrád vmegye szélén: 590 kath., 73 evang. lak., kik tótul is egyformán beszélnek. Sok fazekas. A rahói urak birják. Ut. p. Rimaszombat."
Gömör-Kishont vármegye monográfiája szerint: "Fazekaszsaluzsány, Nógrád vármegye határához közel fekvő tót kisközség, 149 házzal és 960 róm. kath. vallású lakossal. Földesurai a Fejes, Szerdahelyi, Tihanyi, Jakab, Putnoky Prónay és Nyáry családok voltak. A község lakosai a tűzálló tégla- és cserépgyártást űzik. A legnagyobb ily cserépgyár a Süttő Istváné, a kinek itt gőzmalma is van. A faluban savanyúvízforrás van, melyet azonban csak a falubeliek használnak. A kath. templom, a réginek a helyén, 1882-ben épült. Ezenkívül kápolna is van a községben, melyet 1825-ben építettek. A község postája Osgyán, távírója és vasúti állomása Rimaszombat. Ide tartoznak Babarik, Alsó- és Felsőbaksa puszták is."
A trianoni békeszerződésig Gömör-Kishont vármegye Rimaszombati járásához tartozott.
A háború után mezőgazdasági jellegű település maradt jelentős fazekasiparral.

## Népessége
| Év:            | 1994. | 2004.   | 2014.   | 2024.   |
| -------------- | ----- | ------- | ------- | ------- |
| Emberek száma: | 847   | 857     | 874     | 812     |
| Eltérés:       |       | +1,18 % | +1,98 % | -7,09 % |

| Év:            | 2023. | 2024.   |
| -------------- | ----- | ------- |
| Emberek száma: | 834   | 812     |
| Eltérés:       |       | -2,63 % |

1910-ben 864-en, többségében szlovákok lakták, jelentős magyar kisebbséggel.
1921-ben 825 lakosa volt, ebből 808 szlovák nemzetiségű, illetve 804 római katolikus vallású.
2011-ben 874 lakosából 810 szlovák.

## Nevezetességei
- A falu gazdag népi kultúrájáról és hagyományairól nevezetes.
- Római katolikus temploma 1882-ben épült.
- Római katolikus kápolnája 1825-ben készült klasszicista stílusban.
- A falunak kellemes vízű termálfürdője van.